# Apteranabropsis miser
Apteranabropsis miser är en insektsart som först beskrevs av Bei-bienko 1968.  Apteranabropsis miser ingår i släktet Apteranabropsis och familjen Anostostomatidae. Inga underarter finns listade i Catalogue of Life.